# Chinese Volleyball League 2009-2010 (femminile)
La Chinese Volleyball League 2009-2010 si è svolta dal 2009 al 2010: al torneo hanno partecipato 10 squadre di club cinesi e la vittoria finale è andata per la settima volta, la quarta consecutiva, al Tianjin Nuzi Paiqiu Dui.

## Squadre partecipanti
| - Bayi - Beijing - Henan - Jiangsu - Liaoning | - Nanjing - Shanghai - Sichuan - Tianjin - Zhejiang |

## Premi individuali[1]
| Premio             | Giocatrice   | Squadra  |
| ------------------ | ------------ | -------- |
| MVP                | Wang Chen    | Sichuan  |
| Miglior attaccante | Chen Yao     | Bayi     |
| Miglior muro       | Yang Jie     | Shanghai |
| Miglior servizio   | Chen Liyi    | Tianjin  |
| Miglior allenatore | Wang Boaquan | Tianjin  |

## Classifica finale[1]
| Pos | Squadra  | Verdetto                        |
| --- | -------- | ------------------------------- |
| 1   | Tianjin  | Al campionato asiatico per club |
| 2   | Shanghai |                                 |
| 3   | Bayi     |                                 |
| 4   | Jiangsu  |                                 |
| 5   | Zhejiang |                                 |
| 6   | Liaoning |                                 |
| 7   | Henan    |                                 |
| 8   | Sichuan  |                                 |
| 9   | Nanjing  |                                 |
| 10  | Beijing  | Chinese Volleyball League B     |